# 布拉克运河

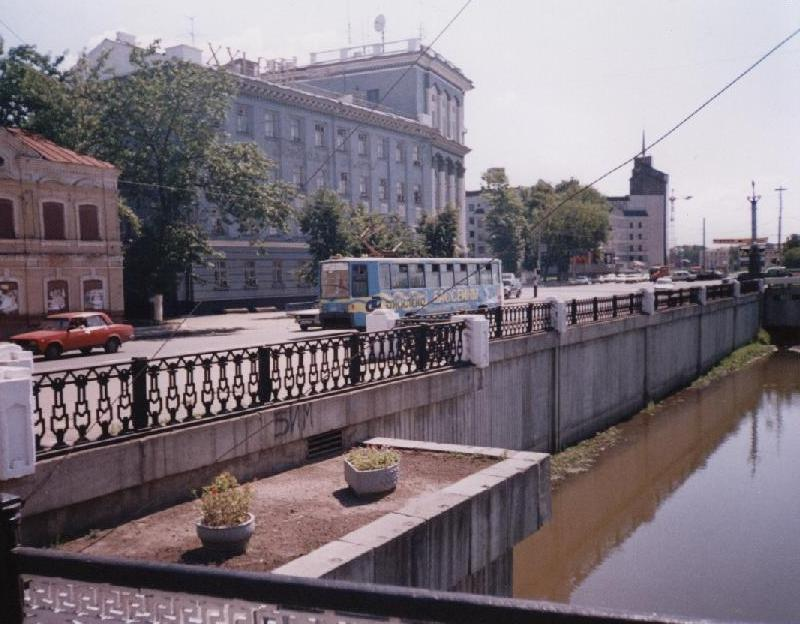
1990年代时的布拉克堤岸

布拉克（羅馬化：Bulak）是自卡班湖北部流至卡赞卡河的一条运河，喀山市区的一条水道。运河长度为1550米，宽24米。河两岸的街道也是喀山的主干道之一。帝俄时代每年的春汛时期，会有商船在布拉克河停留举办交易会，与喀山居民进行贸易活动。